# Дитмарс, Эбергард Иванович фон
Эбергард Иванович фон Дитмарс (нем. Eberhard von Dittmars; 1792—1843, Фридрихсгам, Великое княжество Финляндское) — российский военнослужащий немецкого происхождения, геодезист, картограф; генерал-майор (1835), директор Финляндского кадетского корпуса (1834—1843).

## Биография
В 1810 году поступил на военную службу.
В 1815 году проводил топографические съемки расположения частей 1-й армии во время пребывания во Франции.
С 1817 по 1828 год был участником тригонометрических съемок Виленской, Курляндской и Гродненской губерний.
В 1828 году назначен дивизионным квартирмейстером 2-й конно-егерской дивизии действующей армии. В том же году был руководителем топографических съемок в Северной Болгарии.
С 1829 по 1832 год был начальником геодезического отряда, сформированного во время русско-турецкой войны (1828—1829).
В 1831 году был руководителем съемки Молдавии и Валахии. За особые заслуги перед Корпусом военных топографов его фамилия выбита на медали «В память 50-летия КВТ».
С 1834 по 1843 год в качестве директора возглавлял Финляндский кадетский корпус.
7 апреля 1835 года произведён в генерал-майоры.
Скончался в 1843 году во Фридрихсгаме и погребён на местном кладбище (могила сохранилась).

## Награды
- Орден Святой Анны IV степени (1813)
- Орден Святого Георгия IV степени (№ 5111; 1 декабря 1835)[4].
- Орден Святого Владимира III степени (1836)
- Знак отличия «За безупречную службу» 25 лет (1838)
- Орден Святого Станислава I степени (1840)